# Philippe Cuissart
Philippe-Eugène Cuissart, né le 24 septembre 1835 au Thuel (Aisne) et mort le 14 décembre 1896 à Paris, est un pédagogue et homme politique français.

## Biographie
Instituteur en 1852, il est inspecteur de l'instruction primaire dans la Drôme en 1865 et inspecteur spécial des écoles de Lyon en 1873. En 1880, il est nommé membre du conseil supérieur de l'instruction publique. Conseiller général du canton de Rozoy-sur-Serre en 1892, il est député de l'Aisne de 1893 à 1896, siégeant à gauche.
Eugène Cuissart est l'auteur d'un livre de leçons de choses et d'une méthode d'apprentissage de la lecture liant la lecture, l'écriture, l'orthographe et le dessin, très populaire et souvent rééditée de la fin du XIXe siècle jusque vers 1935. Les deux premiers livrets de cette méthode ont été réunis et réédités en 2012 par La Librairie des Écoles, sous le nom de "La bonne méthode de lecture CP".
Philippe-Eugène Cuissart a aussi publié chez Alcide Picard et Kaan ses Conférences pédagogiques faites aux institutrices de Paris. Il a également participé à la rédaction du Dictionnaire de Pédagogie et d'instruction primaire publié sous la direction de Ferdinand Buisson, en signant l'article "Copie (Usages et abus des)".
Par décret du 11 juillet 1885, Philippe-Eugène Cuissart a été nommé chevalier de la Légion d'honneur.

## Sources
- « Philippe Cuissart », dans le Dictionnaire des parlementaires français (1889-1940), sous la direction de Jean Jolly, PUF, 1960 [détail de l’édition]